# Ioan Bocșan
Ioan Bocșan (n. secolul al XX-lea – d. secolul al XX-lea) a fost un pilot român de aviație, as al Aviației Române din cel de-al Doilea Război Mondial.
Locotenentul av. Ioan Bocșan a fost decorat cu Ordinul Virtutea Aeronautică de război cu spade, clasa Crucea de Aur (19 septembrie 1941) „pentru curajul cu care s'a angajat în luptă la 8 August 1941, în zona Sud-Vest, Mihailowca (Ucraina) cu un număr de avioane mult superioare patrulei lor, doborând fiecare câte un avion de vânătoare sovietic”, clasa Crucea de Aur cu 1 baretă (4 noiembrie 1941) „pentru eroismul dovedit în luptele aeriene dela Manheim și Duboșari, doborînd 2 avioane inamice. Pentru curajul arătat în cele 72 misiuni pe front.” și clasa Crucea de Aur cu 2 barete (1 iulie 1942) „pentru eroismul arătat în luptă aeriană angajată cu aviația bolșevică, când a doborât al 3-lea avion inamic”.

## Decorații
- Ordinul „Virtutea Aeronautică” de război cu spade, clasa Crucea de aur (19 septembrie 1941)[1]
- Ordinul „Virtutea Aeronautică” de Război cu spade, clasa Crucea de Aur cu 1 baretă (4 noiembrie 1941)[2]
- Ordinul „Virtutea Aeronautică” de război cu spade, clasa Crucea de Aur cu 2 barete (1 iulie 1942)[3]